# Xe rùa

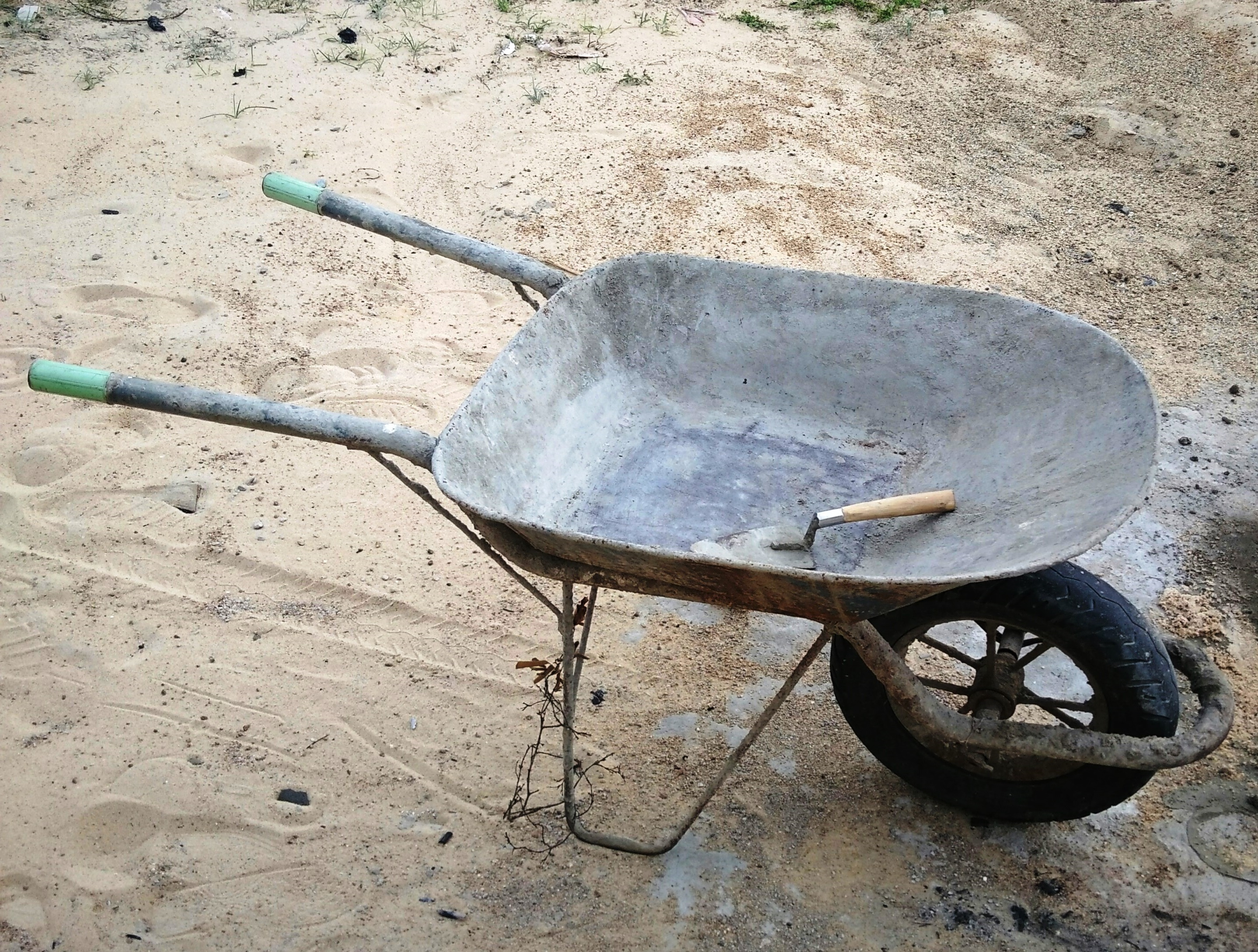
Một chiếc xe rùa

Xe rùa hay xe cút kít là một chiếc xe thô sơ có kích thước nhỏ để vận chuyển bằng tay và thường sử dụng trong xây dựng để chuyên di chuyển, thồ, chở những vật liệu xây dựng như vôi, vữa, gạch, đá... xe rùa được thiết kế với cấu trúc khá đơn giản thường là với một bánh xe nằm ở trục giữa dưới đáy chiếu xe, có hai tay cầm và một máng chứa vật liệu ở giữa và có hai chân bằng sắt để chống đỡ. Xe được thiết kế để cho một người sử dụng, đẩy vật liệu bằng hai tay cầm phía sau.
Thùng xe có thể làm bằng nhựa hoặc sắt. Thùng nhựa thường được làm bằng công nghệ khuôn ép hoặc khuôn xoay. Thùng làm bằng công nghệ khuôn xoay thì bền hơn rất nhiều so với khuôn ép, nhưng giá thành cao hơn.

## Tổng quan
Xe rùa được thiết kế để phân phối trọng lượng tải của nó đều giữa các bánh xe sao cho thăng bằng và tạo điều kiện cho việc vận chuyển một cách thuận tiện cũng như việc tải nặng các vật liệu cồng kềnh hơn so với xe và xe được thiết kê thuôn, gọn để có thể luồn lách đưa vật liệu vào tận trong hẻm, những nơi có địa hình hẹp. Xe rùa được sử dụng khá phổ biến trong ngành công nghiệp xây dựng và làm vườn. Công suất điển hình là khoảng 170 kg (6 feet khối) vật liệu.

## Lịch sử

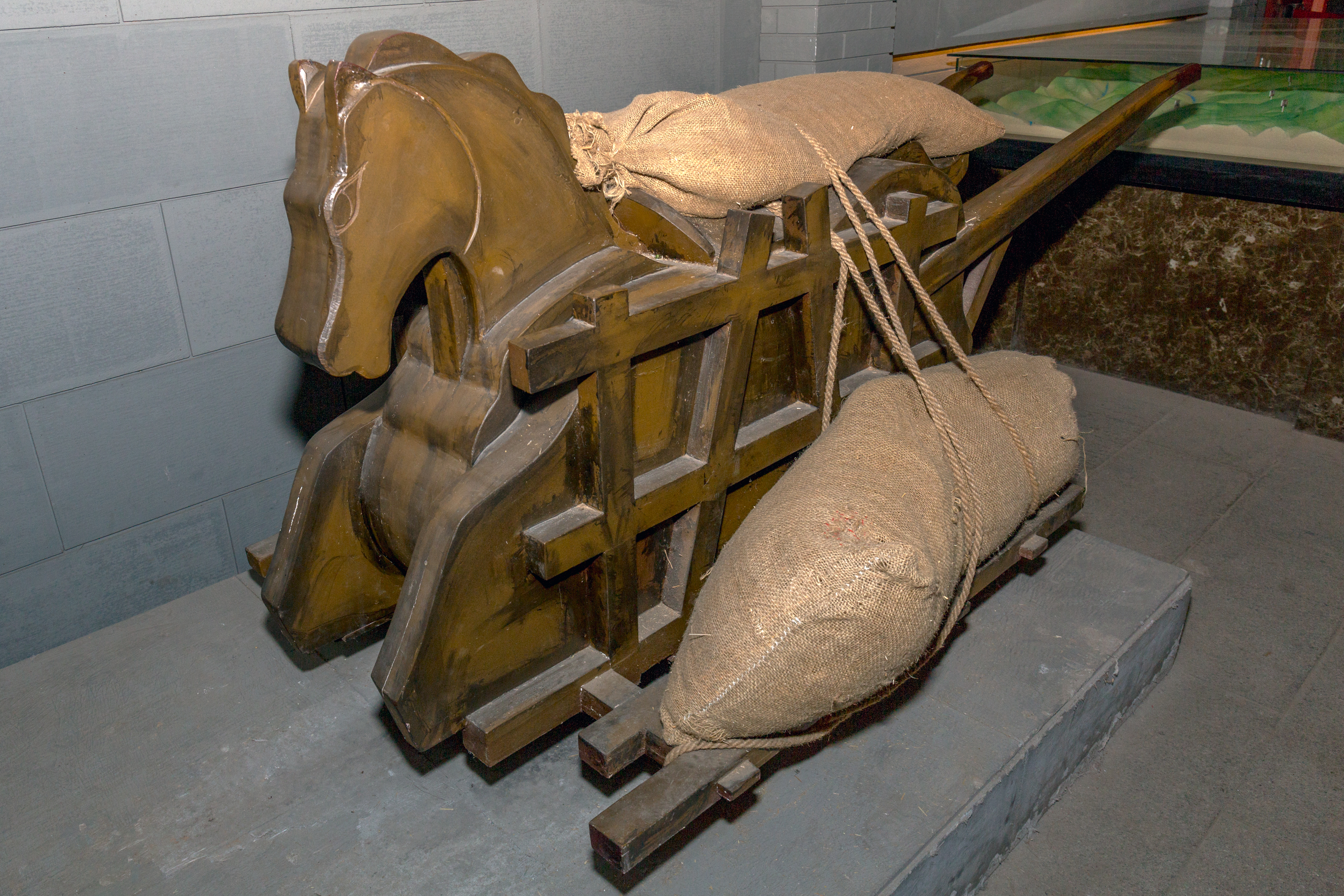
Mô phỏng xe bò, ngựa gỗ có tên là "mộc ngưu lưu mã" vận chuyển quân nhu nước Thục được sáng chế bởi Gia Cát Lượng.

Xe rùa có nguồn gốc từ lâu đời và được sử dụng trong thời kỳ La Mã cổ đại. Tại Trung Quốc, xe rùa được ghi nhận vào thời kỳ nhà Tân của Vương Mãng. Sau đó vào thời Tam Quốc, xe rùa được Gia Cát Lượng cải tiến thành trâu gỗ, ngựa máy để tải lương thảo vào đất Ngụy trong cuộc Bắc phạt. Ngày nay xe rùa được sử dụng rộng rãi trong các công trường xây dựng bởi tính tiện ích của nó.